# Spiral (película de 2021)
Spiral (también conocida como Spiral: From The Book of Saw; en Hispanoamérica: Espiral: El juego del miedo continúa) es una película de terror de 2021. La película es un spin-off y la novena entrega de la Saga Saw, dirigida por Darren Lynn Bousman. Es la primera película de la saga sin contar con Tobin Bell como Jigsaw. 
Spiral se basa en un guion de Josh Stolberg y Pete Goldfinger a partir de una historia creada por Chris Rock. Está protagonizada por Chris Rock, Samuel L. Jackson, Max Minghella y Marisol Nichols.
La película fue estrenada el 14 de mayo de 2021 en Estados Unidos.

## Argumento
Durante un desfile del 4 de julio, el detective fuera de servicio Marv Bozwick persigue a un ladrón por una tubería de desagüe. Atacado por la espalda por una figura que lleva una máscara de cerdo, Marv se despierta y se encuentra suspendido por la lengua en un túnel de metro activo y se le da a elegir a través de un mensaje grabado: arrancarse la lengua y vivir, o permanecer hasta que llegue el próximo tren, matándolo. Incapaz de escapar a tiempo de la trampa, Bozwick muere arrollado por el tren. Al día siguiente, la capitana de policía Angie Garza asigna al detective Zeke Banks un nuevo compañero, el novato idealista William Schenk. Zeke y William investigan la muerte de Marv, y Zeke reconoce la elaborada trampa como el modus operandi del ya fallecido Jigsaw.
Mientras tanto, el detective de homicidios Fitch -que varios años antes había ignorado una llamada de refuerzo de Zeke, lo que provocó que Zeke casi fuera asesinado- es secuestrado y colocado en una trampa en la que debe permitir que un dispositivo le arranque los dedos para evitar electrocutarse en una balsa de agua que se está llenando; tampoco consigue escapar y muere. Algunos agentes empiezan a sospechar que Zeke puede ser el responsable, debido a su historial con Fitch. Entonces llega a la comisaría una caja que contiene una marioneta de cerdo y un trozo de la piel tatuada de William en su interior. Un pequeño vial dentro de la caja dirige a la policía a una carnicería, que antes era una tienda de hobbies que Zeke y su padre, el jefe retirado Marcus Banks, solían visitar. Al llegar, el equipo descubre una grabadora y un cadáver desollado, identificado como William. Decidido a seguir la pista del asesino, Marcus se dirige a un almacén, donde es secuestrado. Poco después, Angie es secuestrada y colocada en una trampa en la cámara frigorífica de la comisaría, donde tiene que seccionarse la médula espinal con una cuchilla para impedir que la cera hirviendo fluya desde una tubería hasta su cara. No lo consigue y muere a causa de las heridas. Momentos después, Zeke descubre su cadáver.
Mientras sigue una pista, Zeke es capturado y se despierta en el almacén, esposado a una tubería con una sierra cerca. Considera la posibilidad de cortarse el brazo, pero consigue escapar utilizando una horquilla suelta. Entonces descubre encadenado a su antiguo compañero Peter Dunleavy, que fue encarcelado cuando Zeke sacó a la luz un asesinato que había cometido. Frente a él hay una gran máquina trituradora de cristales, que ha sido modificada para lanzarle metralla. Una grabadora le explica que Zeke puede elegir entre liberarle o dejarle morir. Aunque Zeke intenta salvar a Peter, no consigue la llave a tiempo. Al pasar a otra habitación, Zeke encuentra a William, que ha fingido su propia muerte utilizando el cadáver desollado del ladrón que atrajo a Marv a los túneles, y que ha sido el imitador todo el tiempo. Explica que su apellido es en realidad Emmerson, hijo de Charlie Emmerson, que fue el hombre al que Peter mató porque había accedido a testificar contra un policía corrupto. También revela que Marcus, durante su etapa como jefe, protegió deliberadamente a agentes corruptos para "limpiar" las calles de delincuencia de forma más eficiente en virtud del artículo 8.
Creyendo que Zeke puede ser un aliado, William le presenta una prueba final, revelando a Marcus suspendido sobre el suelo y lentamente drenando su sangre. William llama al 9-1-1 y afirma que es un civil perseguido por un tirador, lo que resulta en el envío de un equipo SWAT. Le entrega a Zeke un revólver con un cartucho y le ofrece la opción de disparar a un objetivo que salvará a Marcus pero permitirá que William escape, o matar a William y dejar que Marcus se desangre hasta morir. Zeke dispara al objetivo para salvar a su padre, lo que hace que sus ataduras se aflojen y lo derriben al suelo, y luego comienza a luchar contra William. El equipo SWAT llega y, sin darse cuenta, activa un cable trampa, lo que hace que las ataduras de Marcus lo tiren hacia arriba nuevamente. El movimiento revela un arma colocada en el brazo de Marcus, lo que lleva al equipo SWAT a confundirlo con el tirador y matarlo. Zeke grita desesperado mientras William escapa.

## Reparto
- Chris Rock como Ezekiel "Zeke" Banks.
- Max Minghella como Detective William Schenk/Emmerson.[2]
- Marisol Nichols como Capt. Angie Garza.[2]
- Dan Petronijevic como Detective Marv "Boz" Bozwick.
- Samuel L. Jackson como Marcus Banks.
- Richard Zappieri como Detective Fitch.
- Patrick McManus como Peter "Pete" Dunleavy.
- Ali Johnson como Oficial Jeannie Lewis.
- Zoie Palmer como Kara Bozwick.
- K.C. Collins como Detective Drury.
- Edie Inksetter como Detective Deborah Kraus.
- Thomas Mitchell como Detective Tim O'Brien.
- Chad Camilleri como Benny Wrights.
- Genelle Williams como Lisa Banks.
- Frank Licari como Charlie Emmerson.
- Morgan David Jones como Oficial Barret.
- Nadine Roden como Oficial Grant.
- Leila Leigh como Oficial Mark.

## Producción

### Desarrollo
El 16 de enero de 2018, se informó que Lionsgate junto a Twisted Pictures comenzaron a discutir acerca de una novena entrega de la franquicia y automáticamente confirmaron que los Hermanos Michael Spierig y Peter Spierig no regresarían para dirigirla ya que estarían ocupados con otros proyectos cinematográficos. El 3 de abril de 2018, se publicó que Twisted Pictures comenzó a desarrollar activamente una secuela con los Guionistas Josh Stolberg y Pete Goldfinger.
El 16 de mayo de 2019, se confirmó que una novena película de la serie ya estaba oficialmente en producción. Y el director de la segunda, tercera y cuarta parte de la Franquicia, Darren Lynn Bousman volvería para dirigir esta nueva entrega, junto con los productores Mark Burg y Oren Koules. También surgió la noticia de que Chris Rock también participará como productor ejecutivo, además de escribir el primer borrador del guion de la película también confirmó que se incorporaría al reparto de la misma como uno de los protagonistas, por su parte James Wan y Leigh Whannell creadores de la franquicia solo estarán en la producción ejecutiva junto con Daniel Heffner. Los Escritores del filme Jigsaw Josh Stolberg y Pete Goldfinger anunciaron para finales de mayo de 2019 que el Guion ya estaba listo y esperando para ser llevado a la pantalla grande. Por su parte Chris Rock declaró las siguientes palabras por redes sociales después de darse a conocer la noticia de que el guion ya estaba terminado "He sido un fan de SAW desde la primera película en 2004. Me entusiasma la oportunidad de llevar esto a un lugar realmente intenso y retorcido". Rock se acercó a Lionsgate con sus ideas de revitalizar la franquicia que inmediatamente se interesó mucho en el concepto. Por su parte el CEO de la compañía Joe Drake dijo que la idea de Chris era "completamente interesante y novedosa al legado del material y que en sus manos esta Franquicia de Terror iba a ganar muchos más adeptos y que no decepcionaría para nada a los viejos fans de la popular saga de terror.". Burg y Koules productores del filme dijeron que el tratamiento de Chris para SAW era comparable a lo que Eddie Murphy había hecho por las películas de buddy cop en 48 Hrs con un toque más policial y Dramático sin olvidar el misterio y terror que caracteriza las películas de SAW., dando a la saga una "perspectiva completamente fresca" ya que se necesitaba una renovación exigida por los Fans.
El 26 de junio de 2019, el Coguionista Josh Stolberg confirmó que la novena entrega estará en el mismo canon fílmico que las ocho películas anteriores, y que no será un reinicio y que tampoco será una secuela directa de Jigsaw ya que surgieron rumores de que sería una precuela de la franquicia.

### Filmación
Las filmaciones de la película comenzaron a mediados del mes de junio de 2019 y finalizaron a finales de septiembre del mismo año, en la ciudad de Toronto bajo el título provisional de The Organ Donor. Obviamente cuando se comenzó a filmar la película se confirmó que los actores Chris Rock, Samuel L. Jackson, Max Minghella y Marisol Nichols serían los protagonistas del nuevo filme, interpretando los papeles de un detective de policía, su padre un ex-detective, su inexperto compañero y una comisario respectivamente. El presidente de Lionsgate Motion Picture Group, Joe Drake, declaró: "Creemos que Samuel L. Jackson y Chris Rock, junto con Max Minghella y Marisol Nichols hacen que esta película sea completamente especial y no podemos esperar mucho tiempo para desencadenar esta nueva, inesperada e siniestra historia de la saga.

## Recepción
Spiral: From the Book of Saw recibió reseñas generalmente mixtas de parte de la crítica y la audiencia. En el sitio web especializado Rotten Tomatoes, la película posee una aprobación de 37%, basada en 226 reseñas, con una calificación de 5.0/10, y con un consenso crítico que dice: "Spiral: From the Book of Saw sugiere una nueva dirección interesante para la franquicia Saw, incluso si la sangrienta suma es bastante menor que sus partes." De parte de la audiencia tiene una aprobación de 60%, basada en más de 2500 votos, con una calificación de 3.5/5.
El sitio web Metacritic le dio a la película una puntuación de 40 de 100, basada en 33 reseñas, indicando "reseñas mixtas o promedio". En el sitio IMDb los usuarios le asignaron una calificación de 5.2/10, sobre la base de 54 150 votos, mientras que en la página web FilmAffinity la cinta tiene una calificación de 4.6/10, basada en 3571 votos.